# Fórmula 3
La Fórmula 3 o, en forma abreviada, F3, és un tipus de fórmula de competició automobilística. Diversos campionats es duen a terme a Europa, Austràlia, Amèrica del Sud i Àsia. La fórmula tres ha estat, tradicionalment, com el pas inicial per arribar a la Fórmula 1.

## Campions de la F3 Europea

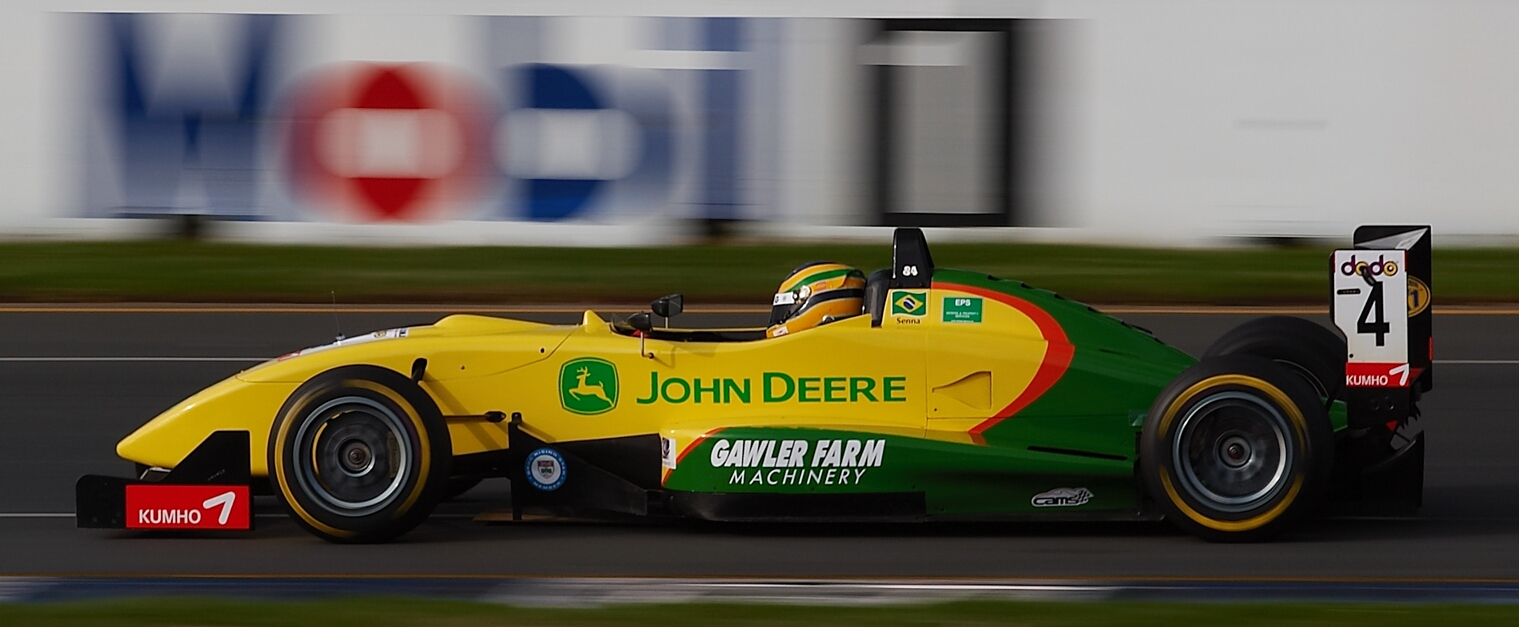
Bruno Senna conduint un Dallara F304 (Vehicle de Fórmula 3) durant una carrera en el GP d'Austràlia del 2006

### 1975-1984
| Any  | Campió             | Equip Campió        |
| ---- | ------------------ | ------------------- |
| 1975 | Larry Perkins      | Team Cowangie       |
| 1976 | Riccardo Patrese   | Trivellato Racing   |
| 1977 | Piercarlo Ghinzani | AFMP Euroracing     |
| 1978 | Jan Lammers        | Racing Team Holland |
| 1979 | Alain Prost        | Oreca               |
| 1980 | Michele Alboreto   | Euroracing          |
| 1981 | Mauro Baldi        | Euroracing          |
| 1982 | Oscar Larrauri     | Euroracing          |
| 1983 | Pierluigi Martini  | Pavesi Racing       |
| 1984 | Ivan Capelli       | Enzo Coloni Racing  |

### 2012-Actualitat
A 16 de desembre de 2018
| Any  | Campió             | Equip Campió    | Debutant Campió   |
| ---- | ------------------ | --------------- | ----------------- |
| 2012 | Daniel Juncadella  | No premiat      | No premiat        |
| 2013 | Raffaele Marciello | Prema Powerteam | No premiat        |
| 2014 | Esteban Ocon       | Prema Powerteam | Esteban Ocon      |
| 2015 | Felix Rosenqvist   | Prema Powerteam | Charles Leclerc   |
| 2016 | Lance Stroll       | Prema Powerteam | Joel Eriksson     |
| 2017 | Lando Norris       | Carlin          | Lando Norris      |
| 2018 | George Russell     | Prema Powerteam | Robert Shwartzman |